# Little Trip (album)
Little Trip er et soundtrack af Mugison fra 2005.

## Track listing
1. "Pétur Grétarsson"
2. "Go Blind"
3. "Little Trip to Heaven (On the Wings of Your Love)"
4. "Watchdog"
5. "Mugicone"
6. "Plano for Tombstones"
7. "Clip 10"
8. "Alone in a Hotel"
9. "Rush"
10. "Pétur þÓr Ben"
11. "Watchcat"
12. "My Nobel Prize"
13. "Alone in the Office"
14. "Mugicone, Pt. 2"
15. "Stiff"
16. "Sammi & Kjartan"
17. "Murr Murr – alternativ version"

## Personel
- Mugison – Vokal, instrumenter, tekst, produktion og arrangementer.